# Edward Morley
Edward Williams Morley, född 29 januari 1838 i Newark, New Jersey, död 24 februari 1923 i West Hartford, Connecticut, var en amerikansk vetenskapsman, berömd för Michelson–Morleys experiment.
Morley föddes i Newark och växte upp i West Hartford. Han gick ut Williams College 1860 och fortsatte sedan att studera såväl naturvetenskap som teologi.

## Forskning
Från 1869 till 1906 var han professor i kemi vid Western Reserve College (som numera gått samman med dagens Case Western Reserve University).
Morleys mest-betydande arbete gjorde han inom fysikens och optikens fält. Morley arbetade med och assisterade fysikern Albert A. Michelson under flera år omkring 1887. De satte upp, genomförde och förbättrade sin teknik många gånger i vad vi kallar Michelson–Morleys experiment. Detta inkluderade flera allt mer noggranna mätningar av ljusets hastighet i flera riktningar och vid olika tider under året när jorden roterade i sin bana runt solen. Dessa noggranna mätningar gjordes för att mäta skillnaden i ljusets hastighet i olika riktningar. Michaelson och Morley fann varje gång att ljusets hastighet inte alls var beroende av i vilken riktning man mätte, eller i vilken position jorden befann sig i sin bana. Detta var vad vi kallar ett "noll-resultat" i deras ljushastighetsexperiment.
Varken han eller Michelson ansåg någonsin att dessa nollresultat motsade hypotesen om en ljusbärande eter i vilken elektromagnetiska  vågor inverkade. Deras nollresultat fick den irländske fysikern George FitzGerald att anta vad som nu kallas FitzGerald-Lorentz kontraktionen av fysiska objekt i deras rörelseriktning i inertialsystem. Det visade sig senare att Fitzgerald, och några år senare, Lorentz, fick riktiga resultat, men deras resonemang var fel.
Andra forskare kom till slutsatsen att den ljusbärande etern inte existerade. Resultatet av Michaelson-Morleys experiment var ett stort steg fram emot Albert Einsteins postulat att ljusets hastighet är konstant i alla inertialsystem i hans speciella relativitetsteori. Enligt Einstein hade Michelson–Morleys mätning inget med hans teoribyggnad att göra.  Men nollresultatet av Michelson–Morleyexperimentet hjälpte till att få kunskapen spridd om den konstanta ljushastigheten och bli allmänt accepterad.
Morley samarbetade också med Dayton Miller i positiva  eterexperiment efter arbetet med Michelson. Morley själv gjorde också mätningar av ljusets hastighet när det passerar genom ett starkt magnetfält. Dessutom gjorde Morley studier av fasta materials utvidgningskoefficient.
Inom kemin, hans ursprungliga verksamhetsfält, arbetade Morley med att bestämma densiteten och atomvikten hos olika gaser, speciellt syrgas. Han tilldelades Willard Gibbs-priset 1917.